# Świdnik (jezioro w powiecie złotowskim)
Świdnik – jezioro w woj. wielkopolskim, w powiecie złotowskim, w gminie Lipka, leżące na terenie Pojezierza Południowokrajeńskiego.

## Dane morfometryczne
Powierzchnia zwierciadła wody według różnych źródeł wynosi od 11,0 ha przez 11,8 ha do 13,25 ha (lustra wody)/(ogólna).
Zwierciadło wody położone jest na wysokości 138,2 m n.p.m. Średnia głębokość jeziora wynosi 1,6 m, natomiast głębokość maksymalna 2,6 m.